# Randvillkor
Randvillkor är extra krav som man lägger på differentialekvationer för att kunna få fram en entydig lösning. Normalt gäller det för en differentialekvation att den endast är giltig i ett område. I sådana fall är det ofta så att man vet något om vad som händer på randen till detta område, och vill veta vad som sker inuti det — till exempel har man en julskinka i ugnen och vet hur varm luften i ugnen är och vill veta hur lång tid det tar för mitten av skinkan att bli varm genom att lösa värmeledningsekvationen. I sådana fall ställer man förutom själva ekvationen upp så kallade randvillkor. Två vanliga sådana är Dirichlet- och Neumannvillkor, som reglerar värdet av lösningen respektive värdet av lösningens utåtriktade derivata på randen.
Ordet randvillkor kan låta som något som är ganska marginellt. Ibland hör man att det används så i överförd bemärkelse, exempelvis vid felträdsanalys. Men randvillkoren kan ha oerhört stor betydelse för vilken lösning man får på sin differentialekvation. Formen på ett hopprep och hur det rör sig kan i princip beskrivas med en differentialekvation. Här kan man intuitivt förstå att lösningen styrs väldigt mycket av randvillkoren, alltså av vad man gör med repets ändar.